# استدعاء (قانون)
الاستدعاء، (بالإنجليزية:  Arraignment)‏، هو قراءة رسمية لوثيقة اتهام جنائية في حضور المدعى عليه، لإبلاغه بالتهم الموجهة إليه. ومن المتوقع أن يقدم المتهم رداً على توجيه الاتهام. وتختلف الاعذار المقبولة بين السلطات القضائية، ولكنها تشمل بشكل عام «مذنب» و «غير مذنب»، والاعذار أو الحجج القطعية التي تحدد أسباب عدم استمرار المحاكمة. ويسمح في بعض الظروف بدفع «نولو كونتنديري» (بلا منازع) و«نداء ألفورد».

## أستراليا
وفي أستراليا، فإن الاستدعاء هو أول مرحلة من إحدى عشرة مرحلة في المحاكمة الجنائية، وهو ينطوي على قراءة كاتب المحكمة لعريضة الاتهام. وسيدلي القاضي بشهادته أثناء عملية توجيه الاتهام.

## كندا
وفي كل مقاطعة في كندا باستثناء كولومبيا البريطانية، يتم استدعاء المتهمين يوم محاكمتهم. اما في كولومبيا البريطانية، تجري المحاكمة في إحدى أولى جلسات المحاكمة القليلة التي تقدم بها المدعى عليه أو محاميه. ويُسأل المدعى عليه عما إذا كان قد أقر بالذنب أو أنه أنكره في كل تهمة موجهة إليه.

## فرنسا
والقاعدة العامة في فرنسا هي أنه لا يمكن للمرء أن يبقى في حجز الشرطة لأكثر من 24 ساعة من وقت القبض عليه. بيد أن احتجاز الشرطة يمكن أن يدوم 24 ساعة أخرى في ظروف محددة، خاصة إذا كانت الجريمة يعاقب عليها بالسجن لمدة سنة واحدة على الأقل، أو إذا اعتبر أن التحقيق يتطلب وقتا إضافيا، ويمكن أن يستغرق ما يصل إلى 96 ساعة في بعض الحالات التي تنطوي على الإرهاب أو الاتجار بالمخدرات أو الجريمة المنظمة، يتعين على الشرطة الحصول على موافقة المدعي العام (في الغالبية العظمى من القضايا، يوافق المدعي العام على التمديد).

## ألمانيا
وفي ألمانيا، إذا قبض على أحد الأشخاص واحتجزته الشرطة، يجب أن يمثل أمام قاض في أقرب وقت ممكن وفي اليوم التالي للاعتقال على أبعد تقدير.

## نيوزيلندا
في نيوزلندا عند أول ظهور للمتهم، يُقرأ التهم ويطلب منه الاعتراف. الاعترافات المتاحة هي، مذنب، غير مذنب، ولا اعتراف. ولا تَسمح أي ذريعة للمدعى عليه بالحصول على المشورة القانونية بشأن الاعتراف، الذي يجب أن يُقدم في الجلسة الثانية.

## جنوب أفريقيا
وفي جنوب أفريقيا، يُعرَّف توجيه الاتهام بأنه دعوة المتهم إلى المثول، وإبلاغ المتهم بالجريمة الموجهة إليه، ومطالبة المتهم سواء كان مذنباً أم غير مذنب، وتقديم اعترافه. وبعد أن تم تقديم التماسه، يقال إنه يقف أمام المحكمة.

## المملكة المتحدة
في إنجلترا وويلز وأيرلندا الشمالية، يمثل الاستدعاء أول مرحلة من إحدى عشرة مرحلة في المحاكمة الجنائية، ويشترك في قراءة لائحة الاتهام كاتب المحكمة.
حيث أن في إنجلترا وويلز، لا يمكن للشرطة قانوناً احتجاز أي شخص لأكثر من 24 ساعة دون توجيه الاتهام إليه ما لم يأذن ضابط برتبة مشرف (أو أعلى) بالاحتجاز لمدة 12 ساعة أخرى (مجموعها 36 ساعة)، أو القاضي (الذي سيكون قاضياً) يأذن بالاحتجاز من قبل الشرطة قبل توجيه الاتهام إليه لمدة أقصاها 96 ساعة، ولكن بالنسبة للجرائم المتعلقة بالإرهاب يمكن احتجاز الأشخاص من قبل الشرطة لمدة تصل إلى 28 يومًا قبل توجيه الاتهام. إذا لم يتم الإفراج عنهم بعد توجيه الاتهام إليهم، فيجب أن يمثلوا أمام المحكمة في أقرب وقت ممكن.

## الولايات المتحدة الأمريكية
بموجب قواعد الإجراءات الجنائية الاتحادية للولايات المتحدة، يجب أن يتألف الاستدعاء من قراءة مفتوحة للائحة الاتهام الموجهة للمتهم ودعوته للاعتراف. ويعطى نسخة من لائحة الاتهام قبل أن يطلب منه أن يترافع."
وفي المحاكم الاتحادية، تجري عملية الاستدعاء على مرحلتين. الأول يسمى الاستدعاء الأولي ويجب أن يتم في غضون 48 ساعة من اعتقال الفرد، و72 ساعة إذا تم القبض على الفرد في عطلة نهاية الأسبوع ولم يتمكن من مثوله أمام القاضي حتى يوم الاثنين. وأثناء هذا الاستدعاء يتم إبلاغ المدعى عليه بالتهم القانونية المعلقة ويتم إبلاغه بحقه في توكيل محام. ويقرر القاضي الذي يرأس الجلسة أيضا المبلغ الذي يحدد الكفالة، إن وجد. وخلال الاستدعاء الثاني، وهو توجيه الاتهام إلى المحكمة بعد توجيه الاتهام، يُسمح للمدعى عليه بتقديم التماس.
وفي نيويورك، يجب الإفراج عن معظم الأشخاص الذين ألقي القبض عليهم إذا لم يتم استدعاؤهم في غضون 24 ساعة.
وفي كاليفورنيا، يجب إجراء المثول أمام المحكمة دون تأخير لا مبرر له، وعلى أي حال، في غضون 48 ساعة من الاعتقال، باستثناء عطلات نهاية الأسبوع والعطلات.

## شكل الاستدعاء
وتختلف صياغة الاستدعاء من سلطة قضائية إلى أخرى. ومع ذلك، يتفق عموما مع المبادئ التالية:
1. أن يُخاطب المتهم (المدعى عليه) بالاسم.
2. تُقرأ التهمة الموجهة إلى المتهم، بما في ذلك التاريخ والزمان والمكان المزعومين للجريمة (وأحياناً أسماء شهود الدولة ونطاق العقوبة على التهمة (المتهمين).
3. يُسأل المتهم رسمياً عن الكيفية التي يترافع بها.

## استدعاء عن طريق الفيديو
فطلب الفيديو هو إجراء عملية توجيه الاتهام باستخدام نوع من تكنولوجيا التداول بالفيديو. ويتيح استخدام نظام التسجيل بالفيديو للمحاكم إجراء إجراءات المحاكمة اللازمة دون الحاجة إلى نقل المدعى عليه إلى قاعة المحكمة عن طريق الربط السمعي البصري بين مكان احتجاز المدعى عليه وقاعة المحكمة.
إن استخدام عملية التسجيل بالفيديو يعالج المشاكل المرتبطة بإلزام المتهمين بنقل التهم. نقل المتهمين يتطلب وقتا، ويضع مطالب إضافية على منظمات السلامة العامة للحفاظ على سلامة الجمهور، وموظفي المحاكم، وأمن السكان المحتجزين، كما يعالج ارتفاع تكاليف النقل.

## الاعتراف بالذنب والبراءة
حيث إذا اعترف المدعى عليه بالذنب، فإن جلسة الاستماع الاستدلالية تتبع ذلك عادة. وليس مطلوبا من المحكمة قبول الإقرار بالذنب. خلال الجلسة، يقيّم القاضي المخالفة، والعوامل المخففة، وشخصية المدعى عليه، ويُحكم عليه.
وإذا اقر المدعى عليه ببراءته، يحدد موعد لجلسة استماع أولية أو محاكمة.
في الماضي، كان المدعى عليه الذي رفض الترافع أو «وقف صامتا» يخضع للتوبيخ والعقاب (القانون الفرنسي لـ «العقوبات القوية والشديدة»). واليوم، في السلطات القضائية التي تطبق القانون العام، تقدم المحكمة نداء بعدم إدانة المدعى عليه الذي يرفض تقديم اعتراف. والأساس المنطقي لذلك هو حق المدعى عليه في الصمت.

## الإفراج قبل المحاكمة
وكثيرا ما تكون هذه هي المرحلة التي يمكن فيها تقديم الحجج المؤيدة أو المعارضة للإفراج أو الكفالة قبل المحاكمة، تبعا للجريمة المزعومة والسلطة القضائية.